# Cueva de Steinbrücken
La Cueva de Steinbrücken (en alemán: Steinbrückenhöhle; que quiere decir "Cueva Puente de piedra", conocida por el número 1623/204 en el Registro de cuevas de Austria) es una cueva austríaca que fue descubierta por el Club de Espeleología de la Universidad de Cambridge en la meseta de Loser en 1999. Lleva el nombre de un arco natural cercano. El arco es en realidad una antigua entrada a la cueva Traungold (1623/231e), que se ha convertido en un refugio popular para los espeleólogos.
A partir de 2006, la cueva cuenta con seis entradas, tiene pasajes de 11,7 km de longitud y una profundidad de 542 m. Hay más de 380 pistas inexploradas de diferente calidad en la cueva.